# Liste des gouverneurs des Indes occidentales danoises
Liste des gouverneurs des Indes occidentales danoises.

## Gouverneurs de Saint-Thomas
Saint-Thomas est passée sous le contrôle de la Compagnie danoise des Indes occidentales et de Guinée en 1672.
- Jørgen Iversen Dyppel, (25 mai 1672 - 4 juillet 1680)
- Nicolai Esmit, (4 juillet 1680 - novembre 1682)
- Adolphe Esmit, (novembre 1682 - 7 mai 1684)

## Gouverneurs de Saint-Thomas et de Saint-John
Saint-John est passée sous le contrôle de la Compagnie danoise des Indes occidentales et de Guinée en 1683, mais fut disputée par les Britanniques jusqu'en 1718.
- Gabriel Milan, (7 mai 1684 - 27 février 1686)
- Mikkel Mikkelsen, interim (27 février 1686 - 29 juin 1686)
- Christopher Heins, (29 juin 1686 - mars 1687)
- Adolphe Esmit, deuxième mandat, interim (mars 1687 - octobre 1688)
- Christopher Heins, deuxième mandat (octobre 1688 - 1690)
- Frans de la Vigne, (17 septembre 1792 - 24 mars 1694)[1].
- Johan Lorensen, (24 mars 1694[1] - 19 février 1702)
- Claus Hansen, (19 février 1702 - 8 février 1706)
- Joachim Melchior von Holten, (8 février 1706 - 21 décembre 1708)
- Diderich Mogensen, interim (21 décembre 1708 - 1710)
- Mikkel Knudsen Crone, (1710 - 8 août 1716)
- Erich Bredal, (8 août 1716 - avril 1724)
- Friderich Moth, (avril 1724 - mai 1727)
- Hendrich von Suhm, (mai 1727 - 21 février 1733)
- Phillip Gardelin, (21 février 1733 - 21 février 1736)
- Friderich Moth, second mandat (21 février 1736 - 13 avril 1744) - également gouverneur de l'île de Sainte-Croix (voir en dessous)
- Jacob Schönemann, (1740 - 1744)
- Christian von Schweder, (13 avril 1744 - 25 avril 1747)
- Christian Suhm, (25 avril 1747 - 1758)

## Gouverneurs de l'île de Sainte-Croix
L'île de Sainte-Croix a été achetée à la Compagnie française des Indes occidentales en 1733.
- Friderich Moth, (8 janvier 1735 - 15 mai 1747)
- Gregers Høg Nissen, interim (24 février 1736 - 16 avril 1744)
- Paul Lindemark, interim (16 avril 1744 - 15 mai 1747)
- Jens Hansen, (15 mai 1747 - décembre 1751)
- Peter Clausen, (décembre 1751 - 1758)

En 1754, les Indes occidentales danoises furent venues au Roi du Danemark Frédéric V et devinrent des colonies royales. Les trois îles furent alors gouvernées par le Gouverneur générales des Indes occidentales danoises.

## Gouverneurs des colonies royales
- Christian Leberecht von Prøck, (1756 - 1766)
- Peter Clausen, (1766 - 1771)
- Frederik Moth, (1770 - 1772)
- Ulrich Wilhelm von Roepstorff, (1772 - 1773)
- Henrik Ludvig Ernst von Schimmelmann, (juillet 1773 - octobre 1773)
- Peter Clausen, (octobre 1773 - 1784)
- Henrik Ludvig Ernst von Schimmelmann, (1784 - 1787)
- Ernst Frederik von Walterstorff, (1787 - 1794)
- Wilhelm Anton Lindemann, (1794 - 1796)
- Thomas de Malleville, (1796 - 1799)
- Wilhelm Anton Lindemann, deuxième mandat, (1799 - 31 mars 1801)
- Ernst Frederik von Walterstorff, deuxième mandat (16 février 1802 - 27 octobre 1802)
- Baltharzar Frederik Mühlenfels, (27 octobre 1802 - 1807)
- Hans Christopher Lillienskjøld, (mars 1807 - décembre 1807)
- Henry Bowyer, (December, 1807 - 1808)
- Peter Lotharius von Oxholm, (1815 - 1816)
- Johan Henrik von Stabel, (mai 1816 - juillet 1816)
- Adrian Benjamin Bentzon, (1816 - 1820)
- Carl Adolph Rothe, (1820 - 1822)
- Johan Frederik Bardenfleth, (1822 - 1827)
- Peter Carl Frederik von Scholten, (1827 - juillet 1848)
- Frederik von Oxholm (acting), (juillet 1848 - novembre 1848)
- Peder Hansen, (novembre 1848 - 1851)
- Hans Ditmar Frederik Feddersen, (1851 - 1855)
- Johan Frederik Schlegel, (1855 - 1861)
- Vilhelm Ludvig Birch, (1861 - 1871)
- John Christmas, (février 1871 - juin 1871)
- Frantz Ernst Bille, (juin 1871 - juillet 1872)
- Johan August Stakeman, (juillet 1872 - septembre 1872)
- Janus August Garde, (septembre, 1872 - 1881)
- Christian Henrik Arendrup, (1881 - 1893)
- Carl Emil Hedemann, (1893 - 1903)
- Herman August Jürs, (1903 - 1904)
- Frederik Theodor Martin Mortensen Nordlien, (1904 -1905)
- Christian Magdalus Thestrup Gold, (1905 - 1908)
- Peter Carl Limpricht, (1908 - 1911)
- Lars Christian Helweg-Larsen, (1911 - 3 octobre 1916)
- Henri Konow, (3 octobre 1916 - 31 mars 1917)

Les Indes occidentales danoises ont été vendues aux États-Unis le 12 décembre 1916. Les îles devinrent officiellement américaines le 31 mars 1917.

### Sources
- (en) Cet article est partiellement ou en totalité issu de l’article de Wikipédia en anglais intitulé « List of Governors of the Danish West Indies » (voir la liste des auteurs).

1. 1 2  carhis, « Danois au soleil (3) : Règlements de comptes à Saint-Thomas (1685-1694) », sur caribhist.com, 28 novembre 2022 (consulté le 29 novembre 2022).